# Odontocera sabatieri
Odontocera sabatieri là một loài bọ cánh cứng trong họ Cerambycidae.